# Đường sắt Kép – Lưu Xá

Đường sắt Kép – Lưu Xá là một tuyến đường sắt Việt Nam. Đây là một trong hai tuyến đường sắt khổ rộng hoàn toàn là 1435 mm duy nhất tại Việt Nam cùng với Đường sắt Kép – Cái Lân. Đôi khi, cả hai tuyến đường sắt này được gộp lại và được gọi chung là Đường sắt Lưu Xá – Khúc Rồng Tuyến có điểm đầu là ga Kép, thị trấn Kép, Lạng Giang, Bắc Giang lần lượt đi qua các huyện: Lạng Giang, Yên Thế thuộc tỉnh Bắc Giang và các huyện Đồng Hỷ, Phú Bình và điểm cuối là ga Lưu Xá, phía nam Thành phố Thái Nguyên, tỉnh Thái Nguyên. Tuyến đường có một đoạn đi chung với tuyến đường sắt Hà Nội - Đồng Đăng từ ga Kép đến địa bàn xã Hương Sơn, huyện Lạng Giang. Toàn tuyến có chiều dài 57 km và có thể kết nối với các tuyến đường khác của mạng lưới đường sắt Việt Nam, và là tuyến đường sắt ra biển gần nhất đối với hai tỉnh Thái Nguyên và Bắc Giang và các tỉnh đông bắc khác.
Hiện toàn tuyến đường sắt này đã không còn hoạt động kể từ tháng 12/1991. Trong một quãng thời gian rất dài không có tàu chạy cũng như công tác duy tu, bảo dưỡng hệ thống đường ray và cơ sở vật chất liên quan không còn được quan tâm, nên rất nhiều đoạn đường ray, tà vẹt đã bị hư hỏng, thậm chí là biến mất hoàn toàn. 